# Aagje Vanwalleghem
Aagje Vanwalleghem (Poção de Pedras, Brazilië, 24 oktober 1987) is een gewezen Belgisch turnster. Haar geboortenaam is Ana Maria Pereira Da Silva.

## Levensloop
Vanwalleghem werd geadopteerd toen ze vier maanden oud was. Ze heeft vijf zussen, die geboren zijn in Ethiopië en eveneens geadopteerd zijn.
Voor 1999 trainde Vanwalleghem in Wevelgem De porseleinhallen acht uur per week met coach Hilde Masselis. In dat jaar startte de Vlaamse Turnfederatie een nieuw programma voor getalenteerde turnsters en werd ze daarvoor geselecteerd. Ze kon gaan trainen bij de Nederlandse coach Gerrit Beltman in Opmeer.
In september 2000 verhuisde Beltman samen met Vanwalleghem naar Gent. In 2001 keerde Beltman terug naar Nederland, maar Vanwalleghem bleef in Gent. Ze begon te trainen met een nieuwe coach, Youri Kiritchenko. Ze kreeg daarbij al snel een knieblessure waarna ze terugkeerde naar Beltman. 
De eerste ervaring van Vanwalleghem in het internationale sportcircuit was in Thessaloniki waar ze een bronzen medaille won. Ze was de eerste Belgische die ooit zo een medaille won. Vanwalleghem behaalde ook een derde plaats op een Roemeense internationale turnwedstrijd, gehouden in Ploiești in april 2003. Ze werd toen ook geselecteerd voor de Olympische spelen van 2004. In Athene bereikte ze in de individuele meerkamp turnen de finale. Met 34,862 punten en een 23ste plaats werd ze op een na laatste. 
Op 28 maart 2012 maakte Vanwalleghem bekend te stoppen met turnen. Datzelfde jaar deed ze mee aan Expeditie Robinson. Op de achtste dag besloot ze te stoppen met de expeditie.
In het voorjaar van 2016 werkte Vanwalleghem aan haar eerste boek Veerkracht, waarmee ze naast haar biografie die als rode draad fungeert jongeren wil inspireren en hun de kracht en moed wil geven hun dromen waar te maken. Vanwalleghem geeft ook lezingen over het belang van veerkracht en hoe dit versterkt en gestimuleerd kan worden door de omgeving.
Vanwalleghem heeft aangegeven in het verleden het slachtoffer te zijn geweest van grensoverschrijdend gedrag van de Nederlandse turncoach Gerrit Beltman, die van 2000 tot 2008 werkzaam was bij de Belgische turnbond.
In 2022 had ze een gastrol in Echte Verhalen: De Buurtpolitie VIPS en deed ze mee aan Spartacus Run die ze won bij de vrouwen. In 2023 nam ze deel aan de Verraders.